# Francesc Mulet (canonge)
|  | Per l'escriptor valencià del segle xvii, vegeu Francesc Mulet |

Francesc Mulet (Manresa, Bages, ? – Manresa, Bages, 1428) fou canonge de la seu de Manresa, doctorat en lleis. Fou assassinat per Francesc Planes, el pare d'un dels pretendents a paborde, pels suposats mals tractes de Mulet, de retorn de la festa major de Viladordis. Després d'això, hom diu que ressuscità per proclamar la seva fe en la Concepció Immaculada de Maria, segons recull una acta notarial redactada seixanta anys més tard.